# Cteniscus kotenkoi
Cteniscus kotenkoi là một loài tò vò trong họ Ichneumonidae.